# Miechielta
Miechielta (ros. Мехельта) – wieś w Rosji, w Dagestanie, w rejonie gumbietowskim. W 2010 liczyła 3314 mieszkańców, głównie Awarów.